# 1993–1994-es magyar labdarúgókupa
Az 1993–1994-es magyar labdarúgókupa a sorozat 55. kiírása volt. A döntőben a Ferencváros és a Kispest mérkőzött meg. A győzelmet a Ferencváros szerezte meg, ezzel megvédte a címét.
A döntő visszavágója után a Ferencváros szurkolói bemásztak a pályára. A rendőrség lovasrendőröket vetett be, akik kardlapozással próbálták oszlatni a tömeget. Ennek során Szeiler József, Albert Flórián és Nyilasi Tibor is megsérült. A szurkolóknak segítségére siető Simon Tibor, Vanicsek Zoltán és Telek András hivatalos személy ellen társtettesként elkövetett erőszak miatt került bíróság elé. Elsőfokon a másod- (Telek) és harmadrendű vádlottat (Vanicsek) négy hónap, Simont hat hónap felfüggesztett büntetésre ítélték. Másodfokon Vanicseket bizonyítékok hiányában felmentették, Telek Andrást figyelmeztetésben, Simont megrovásban részesítették.

## Első forduló
| 1. csapat                      | Eredmény | 2. csapat                 |
| ------------------------------ | -------- | ------------------------- |
| 1993. augusztus 4.             |          |                           |
| Felsőszentmárton (megye I)     | 1–6      | Siófoki Bányász (NB I)    |
| 1993. augusztus 7.             |          |                           |
| Mélykút SE                     | 0–1      | Pécsi MSC                 |
| Ikrényi SE                     | 0–1      | Szentgotthárd             |
| Martfűi VSE (megye I)          | 1–7      | Vasas (NB I)              |
| Jánoshida                      | 0–8      | Csepel-Kordax             |
| Péteri Petőfi SK               | 0–4      | III. Kerületi TVE         |
| 1993. augusztus 8.             |          |                           |
| Ámor Harka SE                  | 2–1      | Hódmezővásárhely          |
| Bátyai MGTSZ SE                | 1–3      | Szegedi Dózsa             |
| Solti FC                       | 2–6      | Szentendrei Petőfi Honvéd |
| Pécsi PTSE                     | 0–3      | Szekszárdi Polgári SE     |
| Pécsi Zsolnai SE               | 2–1      | Nagyatádi VSE             |
| Szentlőrinci SE                | 0–5      | Kaposvári Rákóczi         |
| Mohácsi TE                     | 2–2 b.   | Ercsi Kinizsi             |
| Egerági SE                     | 0–2      | Marcali VSE               |
| Bólyi SE                       | 3–2      | Nagykanizsai Olajbányász  |
| Szeghalomi VSK                 | 0–5      | Szeged SC                 |
| Békési Colors SE               | 3–2      | Kiskőrös-Stadler FC       |
| Borsodszentgyörgy              | 4–0      | Derecskei FC              |
| Halmaji TSZ SE                 | 0–9      | Vác FC                    |
| Felsőhegyközi TSZ SE Füzér     | 1–2      | Salgótarjáni BTC          |
| Cserépfalva                    | 0–7      | Pásztó                    |
| Csongrádi Építők               | 1–0      | Mezőkovácsháza MTE        |
| Szentesi Kinizsi               | 1–6      | Gyulai FC                 |
| Polgárdi SE                    | 1–4      | MTK                       |
| Pusztaszabolcsi MÁV Haladás    | 0–4      | Veszprém LC               |
| Kisláng TSZ SE                 | 0–7      | Ajkai Hungalu             |
| Speditőr SE Sáránd             | 1–0      | Kisvárdai SE              |
| Pétervására                    | 0–2      | Edelény                   |
| Tenk SE                        | 3–2      | Tiszakécske               |
| Kisújszállási MÁV              | 1–5      | BVSC-Dreher               |
| Oroszlányi Bányász             | 0–1      | MÁV DAC                   |
| Budaörsi SK                    | 3–2      | Balatonfüred              |
| Gyömrői SE                     | 1–2 hu.  | REAC                      |
| Farmos                         | 1–2      | Tatabányai Bányász        |
| Sülysápi SK                    | 2–1      | Multi Rocco               |
| Turai KSK                      | 2–5      | Pénzügyőr                 |
| Tököli KSK                     | 0–5      | Erzsébeti SMTK            |
| Dabasi SE                      | 2–4 hu.  | Füzesabonyi SC            |
| Szokolyai SK                   | 1–2      | Balassagyarmat            |
| Salgótarjáni Kohász SE (megye) | 4–7      | Ferencvárosi TC (NB I)    |
| Nagybajom                      | 0–6      | Keszthelyi Haladás        |
| Toponári VSC                   | 0–2      | Videoton-Waltham          |
| Barcsi SC                      | 1–2      | Beremendi Építők SE       |
| Somogyvár                      | 0–5      | Tapolcai Bauxit SE        |
| Tabi MSC                       | 0–8      | Újpesti TE                |
| Nyírbátor                      | 3–2      | Kazincbarcika             |
| Ibrányi SZSC                   | 0–1      | Hatvan FC                 |
| Tiszalöki SE                   | 2–4      | Borsodi Építők Volán      |
| Vásárosnamény                  | 2–3      | Debreceni VSC             |
| Sényői TSZ SE                  | 1–4      | Diósgyőri FC              |
| Újfehértó                      | 1–4      | Békéscsabai Előre         |
| Nyírcsaholy                    | 1–0      | Miskolci VSC              |
| Gérce-Városmiske SE            | 0–15     | Győri ETO FC              |
| Csákánydoroszló                | 1–4      | Soproni Távközlési SE     |
| Cselény                        | 1–5      | Győri Dózsa               |
| Pápai SE (megye)               | 0–3      | Haladás VSE (NB I)        |
| Tapolca LAC                    | 0–3      | EMDSZ-Sopron LC           |
| Herendi Porcelán               | 0–3      | Zalaegerszegi TE          |
| Hegyhát SE Sótony              | 1–12     | MOTIM TE                  |
| 1993. augusztus 11.            |          |                           |
| Lébényi SE                     | 0–12     | Kispest-Honvéd FC         |
| Soproni FAC                    | 1–3      | Körmendi TE               |
| Balatonlelle                   | 0–3      | Honvéd Szondi Velence     |
| Baktalórántháza                | 2–4      | Kaba (NB II)              |
| 1993. augusztus 18.            |          |                           |
| Győrsövényháza                 | 0–5      | Linde SE Répcelak         |

## Második forduló
| 1. csapat                      | Eredmény     | 2. csapat                         |
| ------------------------------ | ------------ | --------------------------------- |
| 1993. szeptember 8.            |              |                                   |
| Salgótarjáni BTC (NB III)      | 2–2 te.: 4-3 | Pénzügyőr (NB II)                 |
| 1993. szeptember 15.           |              |                                   |
| Tenk SE (NB III)               | 1–6          | BVSC-Dreher (NB I)                |
| 1993. szeptember 21.           |              |                                   |
| Pásztó (NB III)                | 0–2          | Vasas (NB I)                      |
| MÁV DAC (NB III)               | 0–4          | Csepel-Kordax (NB I)              |
| Füzesabony (NB III)            | 0–6          | Vác FC (NB I)                     |
| Szegedi Dózsa (NB III)         | 0–4          | Békéscsabai Előre (NB I)          |
| 1993. szeptember 22.           |              |                                   |
| Szentendrei Petőfi (NB III)    | 0–3          | Újpesti TE (NB I)                 |
| Marcali VSE (NB III)           | 1–3          | Pécsi MSC (NB I)                  |
| Bólyi SE (NB III)              | 1–3          | Siófoki Bányász (NB I)            |
| Gyula (NB III)                 | 2–3          | Debreceni VSC (megye I)           |
| Ajkai LC (NB III)              | 0–5          | Győri ETO FC (NB I)               |
| Szentgotthárd (NB III)         | 0–2          | EMDSZ-Sopron (NB I)               |
| Tatabányai SC (NB III)         | 0–1          | Ferencvárosi TC (NB I)            |
| Balassagyarmat (NB III)        | 1–3          | MTK (NB I)                        |
| Tapolcai Bauxit (NB III)       | 1–3          | Videoton-Waltham (NB I)           |
| MOTIM TE (NB III)              | 1–3          | Haladás VSE (NB I)                |
| Linde SE Répcelak (NB III)     | 0–3          | Zalaegerszegi TE (NB II)          |
| Győri Dózsa (NB III)           | 0–8          | III. Kerületi TVE (NB II)         |
| Soproni Távközlés (NB III)     | 2–1          | Keszthelyi Honvéd Haladás (NB II) |
| Körmend (NB III)               | 3–1          | Veszprémi LC (NB II)              |
| Kaposvári Rákóczi (NB III)     | 2–0          | Beremend (NB II)                  |
| Pécsi Zsolnay (megye I)        | 0–3          | Szekszárdi PSE (NB II)            |
| Csongrádi Építők (megye I)     | 2–1          | REAC (NB II)                      |
| Speditőr SE Sáránd (megye I)   | 2–3          | Szeged SC (NB II)                 |
| Borsodi Építők Volán (NB III)  | 0–2          | Kaba (NB II)                      |
| Borsodszentgyörgy (megye I)    | 0–3          | Hatvani FC (NB II)                |
| Nyírbátor (NB III)             | 1–2          | Diósgyőri FC (NB II)              |
| Sülysápi KSK (megye II)        | 1–4          | Erzsébeti SMTK (NB II)            |
| Ámor Harka SE (megye I)        | 6–5          | Békés Colors SE (NB III)          |
| Budaörsi SE (megye II)         | 1–3          | Ercsi Kinizsi (NB III)            |
| Nyírcsaholy (körzeti)          | 2–1          | Edelény (NB III)                  |
| 1993. október 6.               |              |                                   |
| Honvéd Szondi-Velence (NB III) | 2–3 hu.      | Budapest Honvéd FC (NB I)         |

## Harmadik forduló
| 1. csapat             | Eredmény   | 2. csapat         |
| --------------------- | ---------- | ----------------- |
| október 28.           |            |                   |
| Csongrádi Építők      | 0–1 hu.    | Vasas             |
| november 2.           |            |                   |
| Nyírcsaholy           | 0–2        | Csepel            |
| Ámor Harka SE         | 0–4        | Újpesti TE        |
| Salgótarjáni BTC      | 1–3        | Siófoki Bányász   |
| Szekszárdi Polgári SE | 0–4        | Békéscsabai Előre |
| Szeged SC             | 1–2        | Debreceni VSC     |
| november 3.           |            |                   |
| Körmend               | 1–2        | Haladás VSE       |
| Soproni Távközlés     | 1–4        | Videoton-Waltham  |
| Hatvan                | 1–1 b.:8–9 | Győri ETO FC      |
| Kaposvári Rákóczi     | 2–1        | EMDSZ-Sopron      |
| Erzsébeti SMTK        | 1–0        | Vác FC            |
| III. Kerületi TVE     | 4–2        | Pécsi MSC         |
| Kaba                  | 2–1        | BVSC-Dreher       |
| Zalaegerszegi TE      | 1–3        | Ferencvárosi TC   |
| november 4.           |            |                   |
| Ercsi                 | 1–2        | Kispest-Honvéd    |
| december 1.           |            |                   |
| Diósgyőri FC          | 0–1        | MTK               |

## Nyolcaddöntők
| 1. csapat                                | Össz. | 2. csapat            | 1. mérk. | 2. mérk. |
| ---------------------------------------- | ----- | -------------------- | -------- | -------- |
| 1994. február 26., 27. és március 1., 2. |       |                      |          |          |
| Újpesti TE                               | 1–1   | Debreceni VSC        | 1–1      | 0–0      |
| Ferencvárosi TC                          | 2–0   | III. Kerületi TVE    | 2–0      | 0–0      |
| Parmalat                                 | 2–2   | Siófok               | 2–1      | 0–1      |
| Erzsébeti SMTK                           | 7–5   | Kaba                 | 5–5      | 2–0      |
| Vasas                                    | 4–3   | Szombathelyi Haladás | 2–1      | 2–2      |
| Békéscsabai Előre                        | 2–3   | Győri ETO FC         | 1–1      | 1–2      |
| MTK                                      | 4–0   | Csepel SC            | 1–0      | 3–0      |
| Kaposvári Rákóczi FC                     | 2–8   | Kispest Honvéd FC    | 2–2      | 0–6      |

## Negyeddöntők
| 1. csapat                                                | Össz. | 2. csapat         | 1. mérk. | 2. mérk. |
| -------------------------------------------------------- | ----- | ----------------- | -------- | -------- |
| 1994. március 16., március 29., március 30., április 13. |       |                   |          |          |
| Ferencvárosi TC                                          | 3–0   | Győri ETO FC      | 3–0      | 0–0      |
| Debreceni VSC                                            | 0–4   | Kispest Honvéd FC | 0–1      | 0–3      |
| Erzsébeti SMTK                                           | 1–2   | Siófok            | 0–0      | 1–2      |
| MTK                                                      | 1–3   | Vasas             | 0–1      | 1–2      |

## Elődöntők
| 1. csapat                              | Össz. | 2. csapat         | 1. mérk. | 2. mérk. |
| -------------------------------------- | ----- | ----------------- | -------- | -------- |
| 1994. április 26, 27. és május 10, 11. |       |                   |          |          |
| Siófok                                 | 2–5   | Kispest Honvéd FC | 1–3      | 1–2      |
| Ferencvárosi TC                        | 4–1   | Vasas             | 2–0      | 2–1      |

## Döntő
| 1994. május 25. 19:00 |

| Ferencvárosi TC                     | 3–0   | Kispest Honvéd |
| ----------------------------------- | ----- | -------------- |
| Wukovics 18' Lipcsei 33' Páling 45' | (3–0) |                |

| Üllői úti stadion, Budapest Nézőszám: 15 000 Játékvezető: Piller Sándor Asszisztensek: Juhos, Ádám |

| FERENCVÁROSI TC | KISPEST HONVÉD |

| KA            | 1  | Szeiler József       |          |     |
| V             | 2  | Szűcs Mihály         | 34'      |     |
| V             | 3  | Hrutka János         | 53′, 90′ |     |
| V             | 4  | Keller József        |          |     |
| KP            | 5  | Szekeres Tamás       |          |     |
| KP            | 6  | Lipcsei Péter        |          |     |
| KP            | 7  | Páling Zsolt         |          |     |
| KP            | 8  | Albert Flórián       |          |     |
| CS            | 9  | Kenneth Christiansen |          |     |
| KP            | 10 | Bubcsó Norbert       |          | 84' |
| CS            | 11 | Wukovics László      |          |     |
| Cserék:       |    |                      |          |     |
| KP            | 15 | Lisztes Krisztián    |          | 84' |
| Vezetőedző:   |    |                      |          |     |
| Nyilasi Tibor |    |                      |          |     |

| KA                  | 1  | Brockhauser István |     |     |
| V                   | 2  | Csábi József       |     |     |
| V                   | 3  | Mátyus János       | 59' |     |
| V                   | 4  | Forrai Attila      | 35' |     |
| V                   | 5  | Bánfi János        |     |     |
| KP                  | 6  | Csehi Tibor        |     |     |
| KP                  | 7  | Illés Béla         |     |     |
| KP                  | 8  | Stefanov István    |     | 46' |
| CS                  | 9  | Sallói István      |     | 61' |
| CS                  | 10 | Duró József        |     |     |
| CS                  | 11 | Vincze István      |     |     |
| Cserék:             |    |                    |     |     |
| CS                  | 13 | Hamar István       |     | 61' |
| CS                  | 15 | Farkasházy László  |     | 46' |
| Vezetőedző:         |    |                    |     |     |
| Dimitrije Davidović |    |                    |     |     |

| 1994. június 15. 17:00 |

| Kispest Honvéd | 1–2   | Ferencvárosi TC               |
| -------------- | ----- | ----------------------------- |
| Vincze 46'     | (0–1) | Christiansen 39' Wukovics 81' |

| Bozsik József Stadion, Budapest Nézőszám: 12 000 Játékvezető: Hartmann Lajos Asszisztensek: Juhos, Varga László |

| KISPEST HONVÉD | FERENCVÁROSI TC |

| KA                  | 1  | Brockhauser István |          |     |
| V                   | 2  | Mátyus János       | 76'      |     |
| V                   | 3  | Plókai Attila      | 5'       |     |
| V                   | 4  | Forrai Attila      |          |     |
| V                   | 5  | Bánfi János        |          |     |
| KP                  | 6  | Stefanov István    |          |     |
| KP                  | 7  | Illés Béla         |          | 46' |
| KP                  | 8  | Duró József        | 40'      |     |
| CS                  | 9  | Sallói István      | 32′, 87′ |     |
| CS                  | 10 | Pisont István      |          |     |
| CS                  | 11 | Vincze István      |          |     |
| Cserék:             |    |                    |          |     |
| CS                  | 3  | Hamar István       | 68′      | 46' |
| Vezetőedző:         |    |                    |          |     |
| Dimitrije Davidović |    |                    |          |     |

| KA            | 1  | Szeiler József       |     |
| V             | 2  | Hrutka János         |     |
| V             | 3  | Telek András         |     |
| V             | 4  | Keller József        |     |
| KP            | 5  | Szekeres Tamás       | 68′ |
| KP            | 6  | Lipcsei Péter        |     |
| KP            | 7  | Páling Zsolt         |     |
| KP            | 8  | Albert Flórián       |     |
| CS            | 9  | Kenneth Christiansen |     |
| KP            | 10 | Szűcs Mihály         |     |
| CS            | 11 | Wukovics László      | 30' |
| Cserék:       |    |                      |     |
|               |    |                      |     |
| Vezetőedző:   |    |                      |     |
| Nyilasi Tibor |    |                      |     |

A Ferencvárosi TC MK-ban szerepelt játékosai: Szeiler József (10), Horváth Dezső (1) – Albert Flórián (6), Balogh Gábor (5), Bubcsó Norbert (2), Kenneth Christiansen (3), Sorin Cigan (2), Carlos Roberto Correa (1), Détári Lajos (2), Gregor József (5), Hrutka János (6), Keller József (8), Kiss Péter (1), Kovács József (6), Szergej Kuznyecov (1), Lipcsei Péter (11), Lisztes Krisztián (5), Nagy Zsolt (4), Páling Zsolt (7), Petrók Tamás (1), Simon Tibor (7), Szekeres Tamás (9), Szűcs Mihály (6), Telek András (7), Vanicsek Zoltán (5), Wukovics László (8), Zavadszky Gábor (6)